# Sergio Lara
Sergio Ricardo Lara (n. Rosario, provincia de Santa Fe, Argentina; 21 de agosto de 1965) es un exfutbolista argentino que se desempeñaba como defensor.

## Biografía
Sergio Ricardo Lara se inició futbolísticamente en el Club Renato Cesarini. Oriundo de Rosario, jugó en Newell's Old Boys (donde fue dirigido por Marcelo Bielsa) y Central Córdoba de Rosario. Tras conseguir el ascenso con el 'Charrúa', pasó al Deportivo Morón donde fue campeón en 1990 y consiguió el ascenso al Nacional B. Fue campeón de la Primera B con Chacarita y consiguió un ascenso con el Club Atlético Tigre de Victoria. Se retiró en 2002 jugando para el Deportivo Morón. Jugó también en Almirante Brown, Berazategui, Talleres (RdE) y San Telmo. Además, fue parte de la Selección Argentina Sub-20 en 1983.
- Datos: Q2880411